# Matthäus Cuno

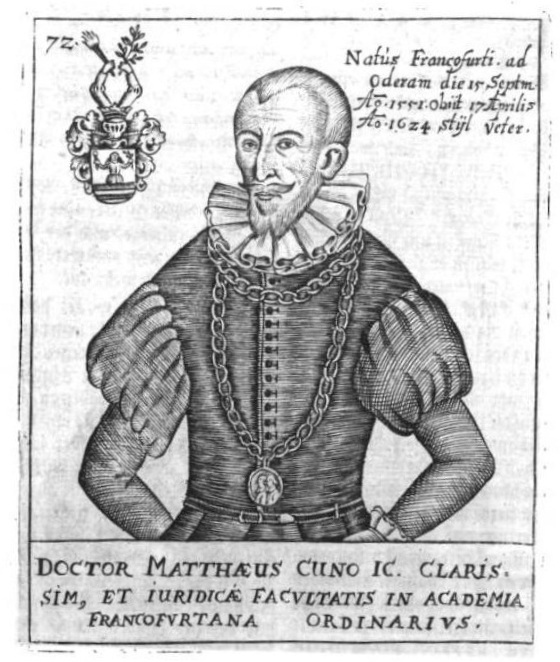
Bildnis Matthaeus Cuno nach Martin Friedrich Seidels Bilder-Sammlung

Matthäus Cuno (* 15. September 1551 in Frankfurt (Oder); † 17. April 1624 ebenda) war ein deutscher Jurist und Hochschullehrer.

## Leben
Matthäus Cuno war ein Sohn des Frankfurter Kaufmanns Matthaeus Kühne. Er erhielt seine Schulbildung in Frankfurt, Goldberg in Schlesien und Magdeburg. Als dort die Pest ausbrach ging er nach Görlitz. Zwei Jahre später begann Cuno sein Studium an der Universität Straßburg und schloss es dann an der Brandenburgischen Universität Frankfurt ab. Er erlangte 1572 den Magister-Titel. Er setzte die Studien bei Ludolph Schrader fort und begann Vorlesungen an der Frankfurter Juristen-Fakultät zu halten. Später begab er sich auf Bildungsreise und erlangte an der Universität Basel 1576 den Doktor-Titel. Zwei Jahre darauf wurde Cuno Syndikus an der Universität seiner Heimatstadt.
Er schlug das Angebot des Kanzlers Lampert Distelmeyer zu einer Stellung bei Hofe aus und blieb an der heimatlichen Hochschule. Er heiratete die Tochter Anna des kurfürstlichen Hofrats Heinrich Julius von Goldbeck, die Ehe blieb jedoch kinderlos. Durch Zuspruch seines Schwiegervaters konnte Cuno später die Nachfolge Schraders an der Universität antreten.
Matthäus Cuno schenkte einen Teil seiner umfangreichen Bibliothek der Universität und ließ Universitätsgebäude auf eigene Kosten ausbessern. Sein ansehnliches Vermögen ging jedoch während des Dreißigjährigen Krieges größtenteils verloren.